# 香港印度商會
香港印度商會（英語：The Indian Chamber of Commerce Hong Kong，簡稱ICCHK）於1952年12月12日由十位香港本地印度商人成立，於香港島中環及九龍尖沙咀和紅磡各有一間辦事處，夏利萊（H. N. Harilela, GBM, GBS, OBE, JP.）及K. Sital, BBS, JP.是永遠榮譽會長。 

## 服務
- 香港印度商會緊密聯繫於香港特區政府、本港各領事館、香港貿易發展局、中國國際貿易促進委員會、各國商會......或來自各地之高層會面聯繫活動。
- 主要為會員提供更多貿易聯繫及促進投資，定期舉辦研討會、主題演說、午晚餐聚會等，演講有關商業的議題，或與香港貿發局、其它商會聯手探討世界市場的遠景；
- 為會員提供介紹信或介紹會員到外國商業探訪及商務考察，用作商業性到訪海外國家；
- 為會員提供商業配對，特別焦點於全球企業發展在中國和印度事務；
- 香港印度商會會委派貿易代表團到外國推廣貿易，並設立貿易仲裁及商業糾紛服務等。
- 香港印度商會的季刊的贈閱雜誌『IndCham』，提供有關信息於商機及政策發展，帶給會員更多有趣和有用的業務發展新聞、發佈最新貿易有關資料、協助會員取得商業簽證等等。

香港印度商會獲香港特區政府授權核准簽証機構五大商會之一，授權簽發證書服務及電子數據交換服務於：
- 香港產地來源證；
- 產地加工証；
- 香港產地來源（更緊密合作）；
- 產地來源轉口証、
- 產地來源之非過境或轉載証等等的証書服務。
- 為會員代申報進出口報關及
- 加簽非商用文件

此等證書得到世界各地海關認許，獲公認為等同貿易簽發的標準產地來源證，為商會會員減少出口時的不便。

## 外部連結
- 香港印度商會官方網頁 （页面存档备份，存于）